# Santa Anna de Puigverd de Talarn
Santa Anna de Puigverd de Talarn és una església de Tremp (Pallars Jussà) protegida com a Bé Cultural d'Interès Local.

## Descripció
Església d'una nau i de planta rectangular. La façana principal està encarada al nord-est, amb porta de dovelles de pedra, escut a la dovella clau, ull de bou i el campanar de cadireta amb dos ulls, transformació d'una antiga espadanya.
Els murs són de carreus reblats i la coberta de teula àrab.

## Història
A la llinda hi ha una creu i un escut. Depenia de la parròquia de Palau de Noguera. Pertanyia a l'ordre de Sant Joan, comanda de Susterris.